# Reformierte Kirche Mastrils

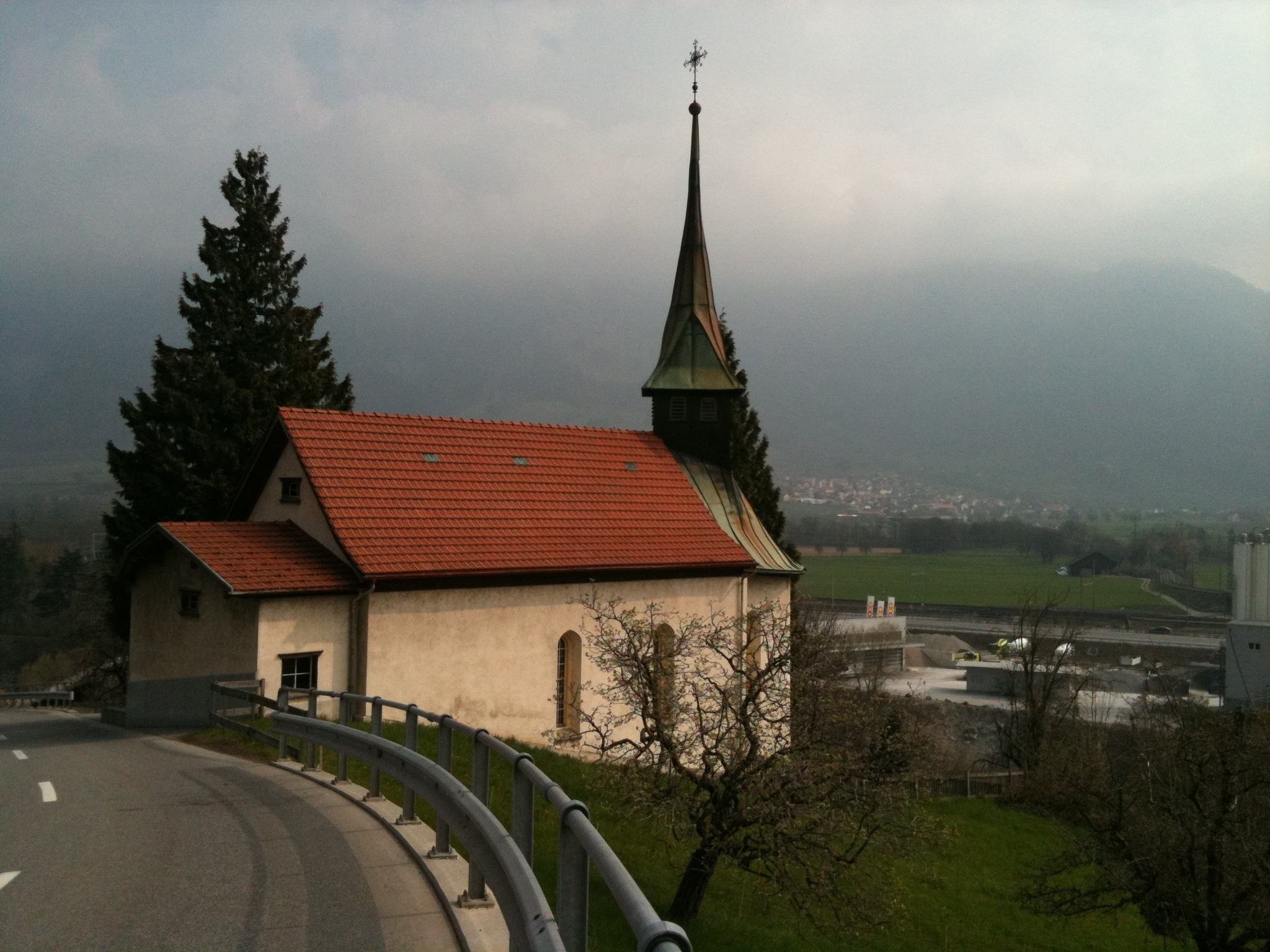
Reformierte Kirche Mastrils

Die reformierte Kirche in Mastrils (politische Gemeinde Landquart) über dem Churer Rheintal ist ein evangelisch-reformiertes Gotteshaus unter dem Denkmalschutz des Kantons Graubünden.

## Geschichte und Ausstattung
Die kleine Kirche wurde aufgrund des Einsatzes des Pfarrers Johann a Porta kurz vor Ausbruch der Bündner Wirren 1613/14 für die reformierten Mastrilser Familien errichtet. Die Einweihung erfolgte am Stephanstag 1614. Während der österreichischen Besetzung wurde das Gebäude 1623/24 umgewidmet und gewaltsam den Katholiken übertragen und erhielt den Patroziniumsnamen «Maria vom Siege».
1644 nach dem Abzug aller fremden Truppen, auch der Franzosen, welche zwischenzeitlich die Kirche als Waffenlager benutzt hatten, wurde es wieder an die evangelische Kirchgemeinde zurückgegeben. Das Dorf Mastrils ist seitdem der konfessionellen Parität verpflichtet.
Das Kirchenschiff trägt über dem Chor ein Walmdach mit einem Dachreiter, der mit einem Spitzhelm versehen ist.

## Kirchliche Organisation
Die Evangelisch-reformierte Landeskirche Graubünden führt Mastrils als Teil der Kirchgemeinde Landquart.

## Galerie

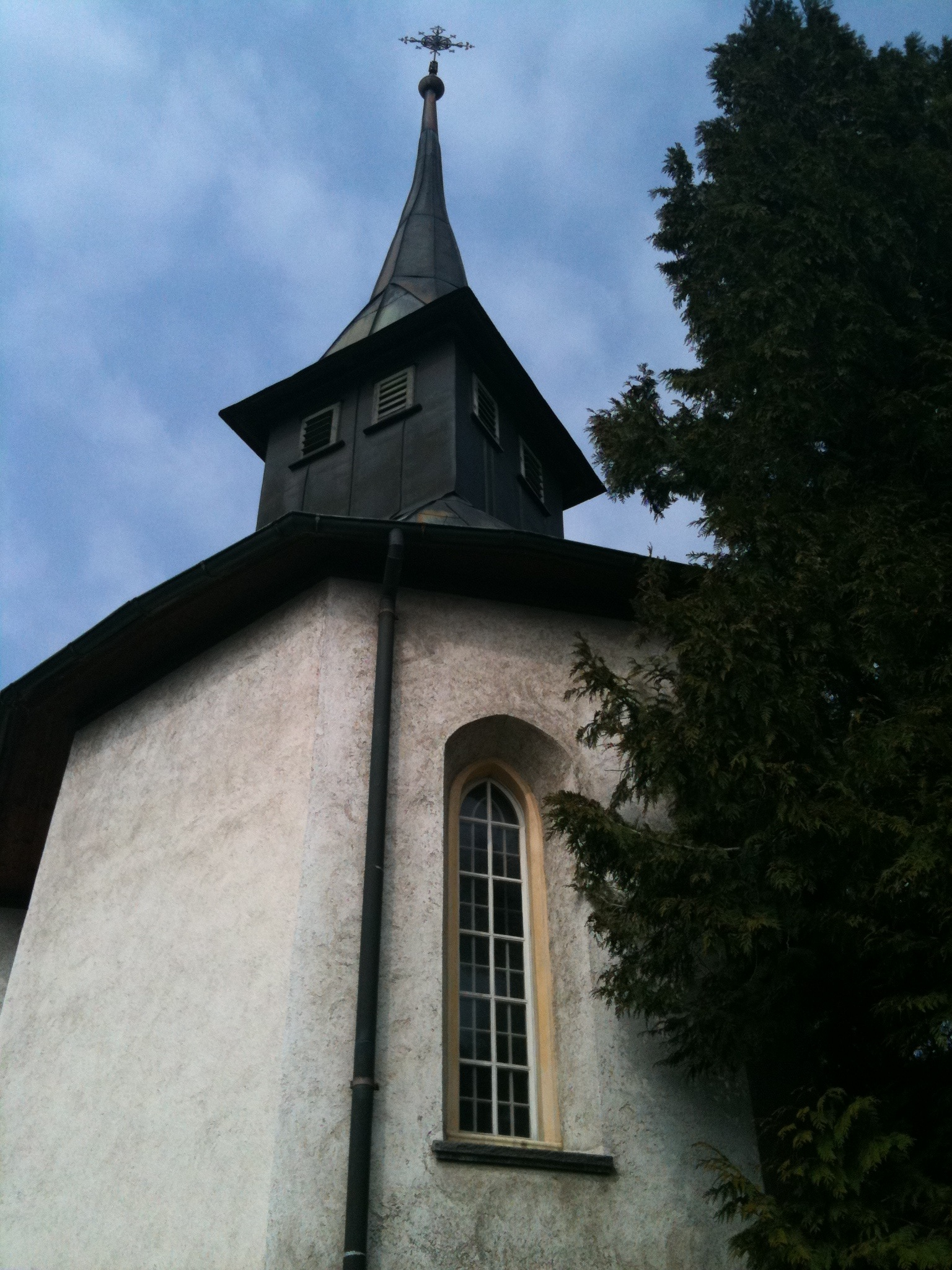
Chor und Kirchturm
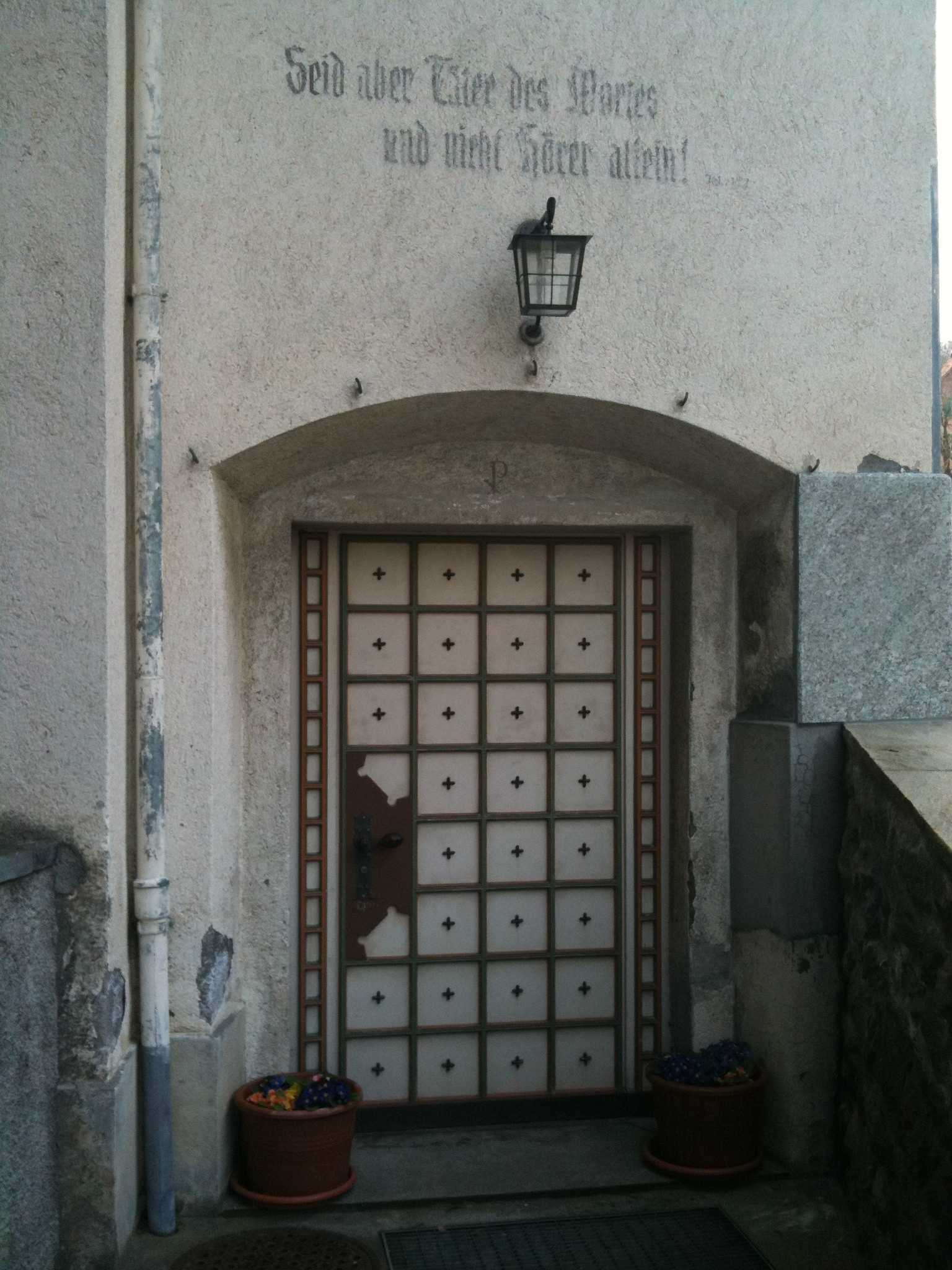
Eingangsportal mit biblischer Losung